# Lasse Berg Johnsen
Lasse Berg Johnsen, né le 18 août 1999 à Stavanger en Norvège, est un footballeur norvégien qui joue au poste de milieu central au Malmö FF.

## Biographie

### Débuts
Né à Stavanger en Norvège, Lasse Berg Johnsen est formé par le Viking Stavanger.
Le 29 mai 2019, il est prêté au Tromsdalen UIL, club de deuxième division norvégienne. Il joue son premier match dès la première journée de la saison 2019, le 2 juin 2019, face au Raufoss IL. Il est titulaire ce jour-là, et se distingue en inscrivant également son premier but en professionnel. Son équipe s'incline toutefois par six buts à quatre.
Le 23 janvier 2020, il rejoint le Raufoss IL.

### Randers FC
Le 1er février 2021, il rejoint le Randers FC, au Danemark. Il joue son premier match sous ses nouvelles couleurs le 2 février 2021, lors d'une rencontre de championnat face à l'AC Horsens. Il entre en jeu en cours de partie lors de cette rencontre remportée par son équipe sur le score de trois buts à zéro. Il inscrit son premier but le 21 mars 2021, face au FC Copenhague, en championnat. Titularisé, il ouvre le score et son équipe s'impose finalement par deux buts à un. 
Avec le Randers FC, Johnsen joue la finale de la coupe du Danemark le 13 mai 2021 face à SønderjyskE. Il est titulaire et son équipe s'impose par quatre buts à zéro,,. Il remporte ainsi le premier trophée de sa carrière.

### Malmö FF
Le 13 juillet 2023, Lasse Berg Johnsen rejoint la Suède afin de s'engager en faveur du Malmö FF. Il signe un contrat de quatre ans et demi, soit jusqu'en décembre 2027.

## Palmarès

### En club
Randers FC
- Coupe du Danemark (1) :
  - Vainqueur : 2020-21.